# Parageron striatus
Parageron striatus is een vliegensoort uit de familie van de wolzwevers (Bombyliidae). De wetenschappelijke naam van de soort is voor het eerst geldig gepubliceerd in 1982 door Baez als Usia striata.

## Voorkomen
De soort komt voor op de Canarische Eilanden.